# Lonely Planet (single)
Lonely Planet is een single van de Armeense rockband Dorians. Het was de Armeense inzending voor het Eurovisiesongfestival 2013 in Malmö te Zweden. Het geraakte door de halve finale en belandde in de finale op de 18de plaats. Het nummer is geschreven door Tony Iommi en Vardan Zadoyan.